# Diocèse de Malindi
Le diocèse de Malindi (en Latin: Dioecesis Malindiensis) est un diocèse catholique du Kenya, suffragant de l'archidiocèse de Mombasa. 

## Territoire
Le diocèse comprend les districts de Malindi et de Lamu, ainsi que la partie sud du district de Tana River, dans la Province Côtière du Kenya.
Le siège épiscopal est la ville de Malindi, où se trouve la cathédrale de Saint Antoine.
Le territoire est divisé en 17 paroisses.

## Histoire
Le diocèse a été érigé le 2 juin 2000 avec la bulle De provehendam du pape Jean-Paul II, à partir de territoire de l'archidiocèse de Mombasa et du diocèse de Garissa.

## Chronologie des évêques
- Francis Baldacchino, O. F. M. Cap.  (2 juin 2000-†9 octobre 2009)
- Emanuel Barbara, O. F. M. Cap. (9 juillet 2011-†5 janvier 2018)

## Statistiques
| année | baptisés | population totale | pourcentage | prêtres (total) | dont séculiers | dont réguliers | catholiques par prêtre | diacres | religieux | religieuses | paroisses |
| ----- | -------- | ----------------- | ----------- | --------------- | -------------- | -------------- | ---------------------- | ------- | --------- | ----------- | --------- |
| 2000  | 20 000   | 539 000           | 3,7         | 13              | 2              | 11             | 1.538                  |         | 13        | 6           | 7         |
| 2001  | 20 000   | 539 000           | 3,7         | 20              | 4              | 16             | 1.000                  |         | 19        | 14          | 8         |
| 2002  | 20 500   | 539 000           | 3,8         | 24              | 3              | 21             | 854                    |         | 24        | 14          | 9         |
| 2003  | 21 300   | 539 000           | 4,0         | 21              | 3              | 18             | 1.014                  |         | 21        | 14          | 9         |
| 2004  | 21 800   | 539 000           | 4,0         | 25              | 6              | 19             | 872                    |         | 22        | 17          | 12        |
| 2013  | 29 171   | 539 827           | 5,4         | 35              | 15             | 20             | 833                    |         | 25        | 55          | 17        |
| 2016  | 47 404   | 586 861           | 8,1         | 37              | 15             | 22             | 1 281                  |         | 32        | 65          | 18        |